# Сетна Айрт
Сетна Айрт (ірл. Sétna Airt) — верховний король Ірландії. Час правління (згідно з середньовічною ірландською історичною традицією): 980—975 до н. е. (згідно «Історії Ірландії» Джеффрі Кітінга) або 1358—1353 до н. е. згідно з хронікою Чотирьох Майстрів. Син Артрі (ірл. Artrí), онук Ебера (ірл. Éber), нащадок Іра (ірл. Ír), нащадок Міля Іспанського (ірл. Míl Espáine). 
Прийшов до влади після смерті попереднього верховного короля Ірландії Рохехтайда мак Майна (ірл. Rothechtaid mac Main). За однією з версій історичних легенд Сетна вбив Рохехтайда у двобої в Круахані, намагаючись захистити свого сина — Фіаху Фінскохаха (ірл. Fíachu Fínscothach). Правив Ірландією протягом 5 років, доки Фіаху, повернувшись із заслання не вбив його в Круахані. 
Джеффрі Кітінг пише, що Фіаху повернувся в Круахан з «чорними кораблями» — не зовсім ясно, про що йде мова та чи дійсно кораблі були пофарбовані у чорний колір. Чотири Майстри пишуть, що Фіаху допоміг майбутньому королю Муйнемону (ірл. Muinemón) вбити Сетну Айрта. 